# Parroquia de Washington
La parroquia de Washington (en inglés: Washington Parish), fundada en 1819, es una de las 64 parroquias del estado estadounidense de Luisiana. En el año 2000 tenía una población de 43.926 habitantes con una densidad poblacional de 25 personas por km². La sede de la parroquia es Franklinton.

## Geografía
Según la Oficina del Censo, la parroquia tiene un área total de 1751 km² (676,1 mi²), de la cual 1734 km² (669,5 mi²) es tierra y 17 km² (6,6 mi²) (0,95%) es agua.

### Parroquias y condados adyacentes
- Condado de Pike (Misisipi) - noroeste
- Condado de Walthall (Misisipi) - norte
- Condado de Marion (Misisipi) - noreste
- Condado de Pearl River (Misisipi) - este
- Parroquia de St. Tammany - sur
- Parroquia de Tangipahoa - oeste

## Carreteras
- Carretera Estatal de Luisiana 10
- Carretera Estatal de Luisiana 16
- Carretera Estatal de Luisiana 21
- Carretera Estatal de Luisiana 25

## Demografía
En el 2000 la renta per cápita promedia de la parroquia era de $24.264, y el ingreso promedio para una familia era de $29.480. En 2000 los hombres tenían un ingreso per cápita de $27.964 contra $17.709 para las mujeres. El ingreso per cápita para la parroquia era de $12.915. Alrededor del 24,70% de la población estaba bajo el umbral de pobreza nacional.

## Ciudades y pueblos
- Angie
- Bogalusa
- Mount Hermon
- Franklinton
- Varnado